# Edmund Rumpler

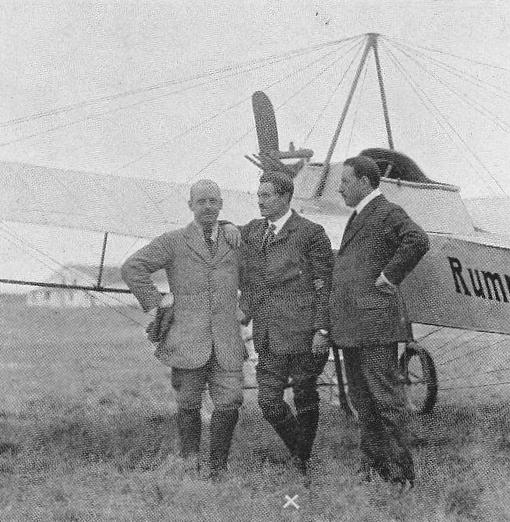
Rumpler (r.) mit einem Fluggast und Hellmuth Hirth (M.) beim Deutschlandflug 1911

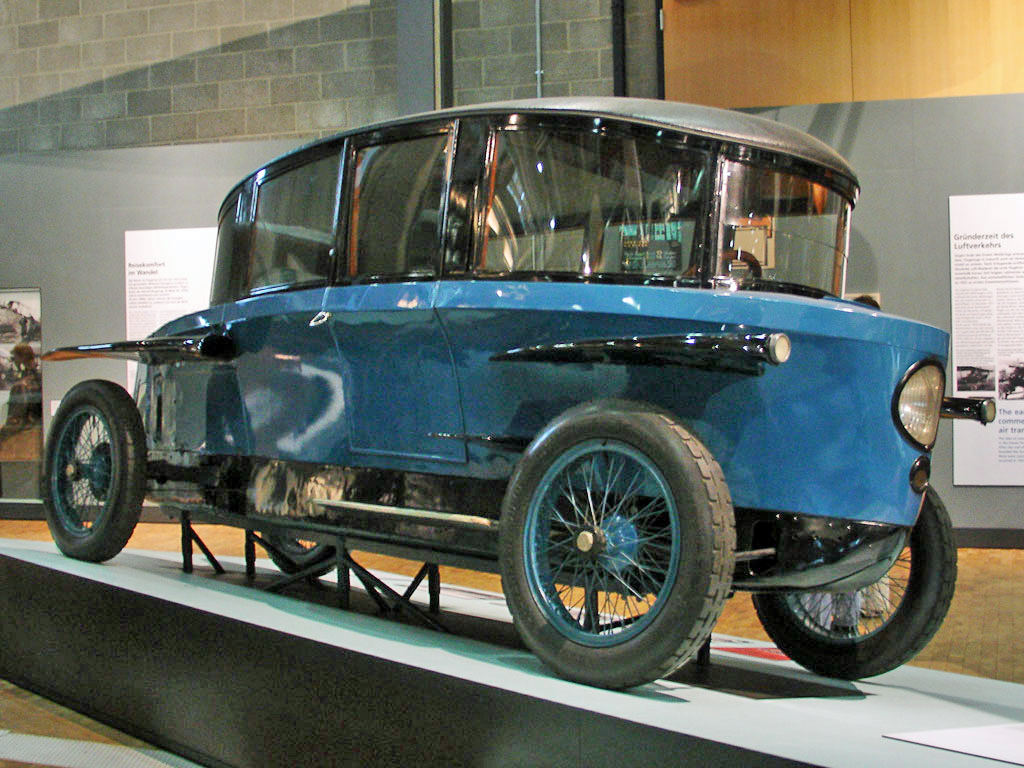
Rumpler-Tropfenwagen

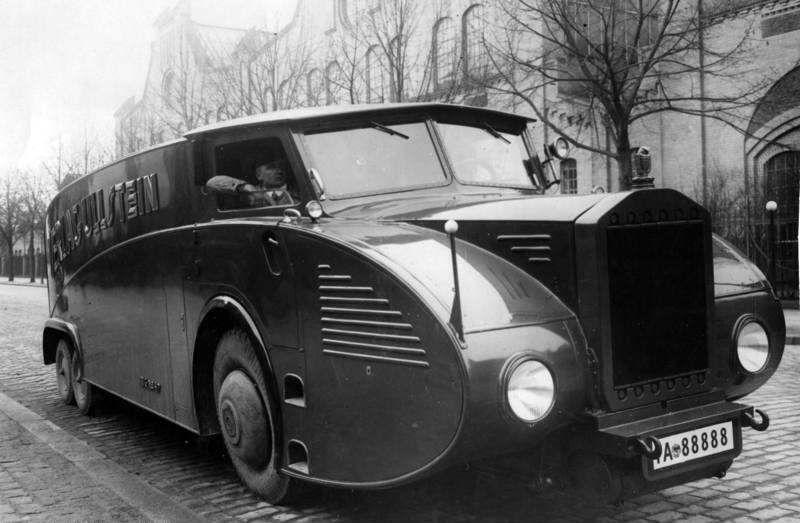
Stromlinien-LKW

Edmund Elias Rumpler (* 4. Jänner 1872 in Wien; † 7. September 1940 in Neu Tollow, Kreis Wismar) war ein österreichischer Flugzeug- und Automobilkonstrukteur mit preußischer Staatsangehörigkeit (seit 1913). Seine bekanntesten Werke waren die Rumpler Taube, die Rumpler C-Typen und der Tropfenwagen.

## Leben und Nachkommen
Edmund Rumpler war ein Sohn des aus dem mährischen Leipnik stammenden Kaufmanns Adolf (Aron Löbel) Rumpler (1837–1924) und dessen Ehefrau Regine geborene Saar (1847–1929). Als er schon Fabrikdirektor war, heiratete Rumpler im Jahre 1912 in der damals noch selbstständigen Großstadt Charlottenburg die, wie auch er, aus Wien stammende Juli Stiedry (1885–1944). Beide waren zu dieser Zeit evangelischen Glaubens. Trotzdem wurde 1938 Edmund Rumplers Vorname gemäß der Namensänderungsverordnung in Elias umgewandelt, um seine jüdische Herkunft zu kennzeichnen. Die Familie Rumpler hatte vier Kinder, die alle nach dem Tod des Vaters nach New York auswanderten: Hans C (* 1912; † nach 1960), Eva Elisabeth (1913–1985), Ilse Martha verheiratete Newton (1917–1986) und Annemarie (1918–1989). Edmund Rumplers Eltern starben beide in Wien.

## Ausbildung und Anstellungen
Edmund Rumpler studierte 1890–1895 an der TH Wien Maschinenbau und arbeitete bei Eisenbahnwagen-, Dampfmaschinen- und Automobilfabriken, bis er 1898 als Konstrukteur bei der Allgemeinen Motor-Wagen-Gesellschaft Berlin eintrat. 1900 wechselte er zur Daimler-Motoren-Gesellschaft und 1902 als Oberingenieur zu den Adlerwerken in Frankfurt am Main, wo er 1903 die erste Pendelachse (auch als Schwingachse bezeichnet) erfand. 1903 wurde er Leiter des Konstruktionsbüros der Adlerwerke und entwickelte dort die ersten von diesem Unternehmen selbst konstruierten Automobilmotoren.

### Flugzeugkonstrukteur
1906 gründete Rumpler in Berlin, Gitschiner Straße 5, ein technisches Büro, dem er am 10. November 1908 die Firma Edmund Rumpler, Luftfahrzeugbau, eine Abteilung für Flugzeugbau, angliederte. (Die erste deutsche Flugzeugfabrik war einen Monat vorher im Oktober 1908 von August Euler gegründet worden.) Wegen der guten Auftragslage wurde diese Firma bereits 1909 in die Rumpler-Luftfahrzeugbau GmbH, 1914 in die Rumpler-Werke GmbH umgewandelt.
Das erste in größerer Stückzahl hergestellte Flugzeug war die in Lizenz gebaute Etrich Taube von Igo Etrich, die am 10. Oktober 1910 in Johannisthal ihren Erstflug hatte. In der Zeit des Ersten Weltkriegs expandierte die Firma und stellte über 3000 Flugzeuge – allein über 1000 Stück des Fernaufklärers Rumpler C.VII – her.

#### Achtzylinder V-Motor Rumpler Flugmotor
| Jahr | Zylinder | Bohrung | Hub    | Drehzahl    | Leistung | Gewicht |
| ---- | -------- | ------- | ------ | ----------- | -------- | ------- |
| 1908 | 8        | 105 mm  | 100 mm | 1.800 1/min | 65 PS    | 106 kg  |

Die Angaben sind aus Ernst Neuberg Jahrbuch der Automobil- und Motorbootindustrie, 7/1910.

### Automobilkonstrukteur
Da nach dem Ersten Weltkrieg aufgrund des Versailler Vertrages in Deutschland der Bau von Motorflugzeugen verboten war, ließ der Flugzeugbauer Rumpler seine Erfahrungen in eine Absorptionskältemaschine und Automobil-Projekte einfließen. Er entwickelte den Tropfenwagen mit stromlinienförmiger, von oben gesehen tropfenförmiger Karosserie und an einer Pendel-Schwingachse angeordnetem Hecktriebblock (Motor vor, Getriebe hinter der Hinterachse). 1921 stellte er das Fahrzeug auf der Deutschen Automobilausstellung in Berlin vor. Es war ein wirtschaftlicher Fehlschlag. Nur etwa hundert Fahrzeuge wurden gefertigt. 1926 verkaufte Rumpler seine Fertigungsstätten an die Udet Flugzeugbau.
1930 gründete Rumpler in Ammendorf (damals Provinz Sachsen) und in Berlin die „Rumpler-Lindner Vorntriebs-Gesellschaft mbH“. In Berlin-SW 68, Kochstraße 53 (Kreuzberg) und Berlin 39, Reinickendorfer Straße 113 (Wedding) war die Firma ansässig. Im Patentbüro von Edmund Rumpler hatte er 1930 die Konstruktionsabteilung und die „Autogena-Blech-Industrie-GmbH-Schweißtechnik“ einen Frontantriebs-Lastwagen mit vorderen sowie hinteren Schwingachsen entworfen.
Den bekanntesten Stromlinien-LKW im Nutzfahrzeugbau hatte Rumpler als zwei Einzelstücke 1930 fertiggebaut, die als futuristische Stromlinien Dreiachs-LKW mit „Vornantrieb“ in die Geschichte der Nutzfahrzeugindustrie Eingang fanden. Rumpler musste die Bezeichnung Vornantrieb verwenden, weil der Name „Frontantrieb“ zu jener Zeit ein Patent-Name von DKW war.
Der erste LKW Typ RuV 29 hatte einen Maybach-Sechszylinder-Motor mit 90 PS. Der zweite Rumpler-LKW Typ RuV 31 hatte einen 150 PS Zwölfzylinder-V-Motor und konnte 100 km/h schnell fahren. Beide LKW hatten ein Doppelkardangelenk, das die Kraft auf die großen Vorderräder übertrug. Die hinteren Doppelräder wurden in Waagenbalken-Bauart ausgestattet. Continental hatte extra Spezial-Reifen entwickelt, die für Fahrzeuge über 100 km/h geeignet waren. Der Karosseriebauer Gottfried Lindner in Ammendorf hatte den LKW-Kastenwagen in Zusammenarbeit mit dem Ambi-Budd-Presswerk in Johannisthal und dem Berliner Karosseriehersteller Luchterhand & Freytag in Berlin-Tempelhof angefertigt. Beide Fahrzeuge wurden im Ullstein Verlag als schnelle Zeitungs-Express-LKW eingesetzt. 1943 wurden die Rumpler-LKW durch einen Bombenangriff zerstört.
Rumpler war seit 1900 Redakteur der Fachzeitschrift Der Motorwagen. Er war Mitglied des Vereins Deutscher Ingenieure (VDI) und des Berliner Bezirksvereins des VDI.

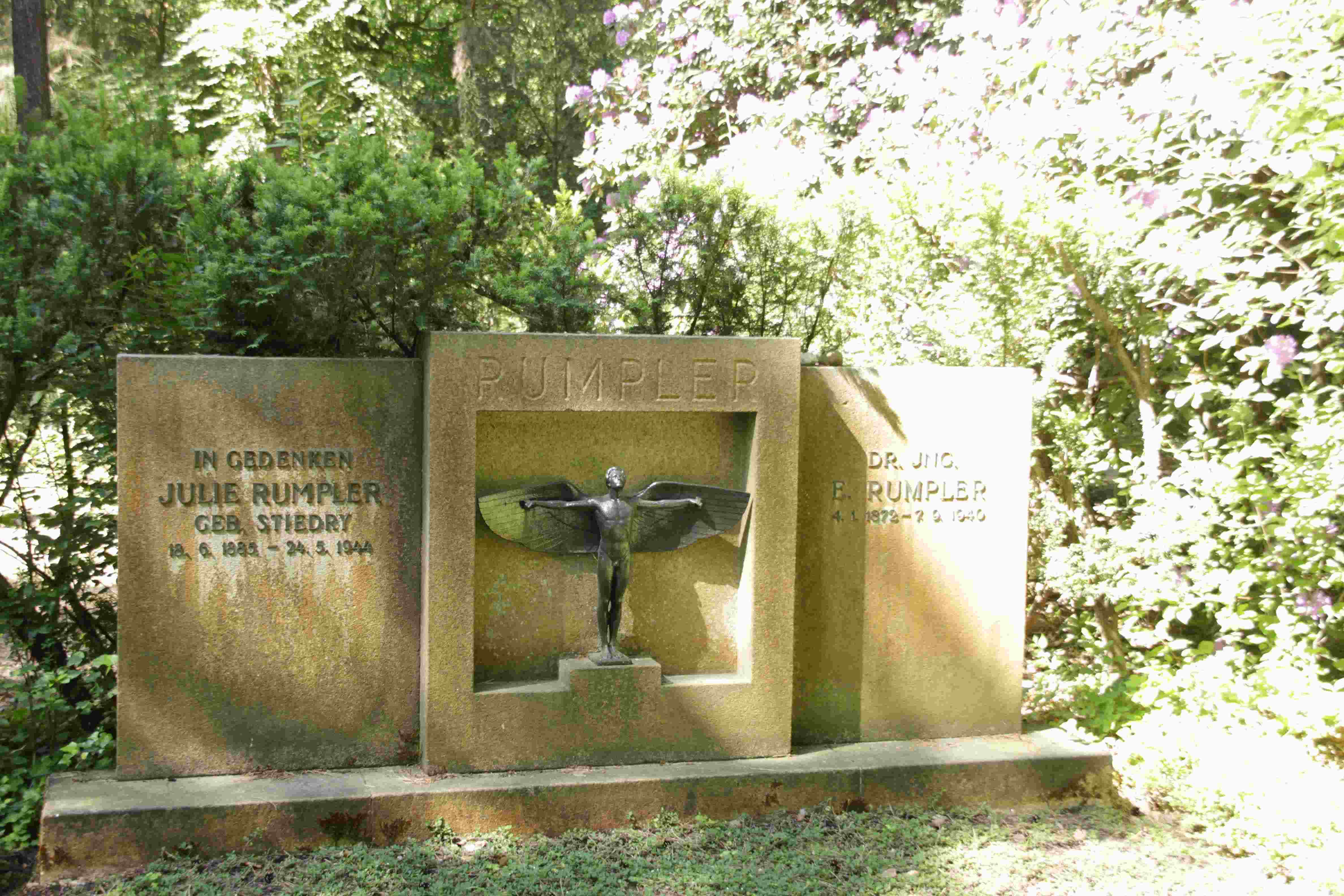
Grabstein in Stahnsdorf

Während der nationalsozialistischen Herrschaft musste er seine Arbeit wegen seiner jüdischen Herkunft aufgeben. Sein Grab befindet sich auf dem Südwestkirchhof Stahnsdorf im Block Reformation, Gartenblock III, Erbbegräbnis 28. Es ist als Ehrengrab der Stadt Berlin gewidmet. Sein Grab ziert eine verkleinerte Replik des Ikarus, mit dem Peter Breuer 1912 den ersten Platz beim Wettbewerb um das Lilienthal-Denkmal gewann, das seit 1914 in der Bäkestraße 14a in Berlin-Steglitz steht.

## Gedenken

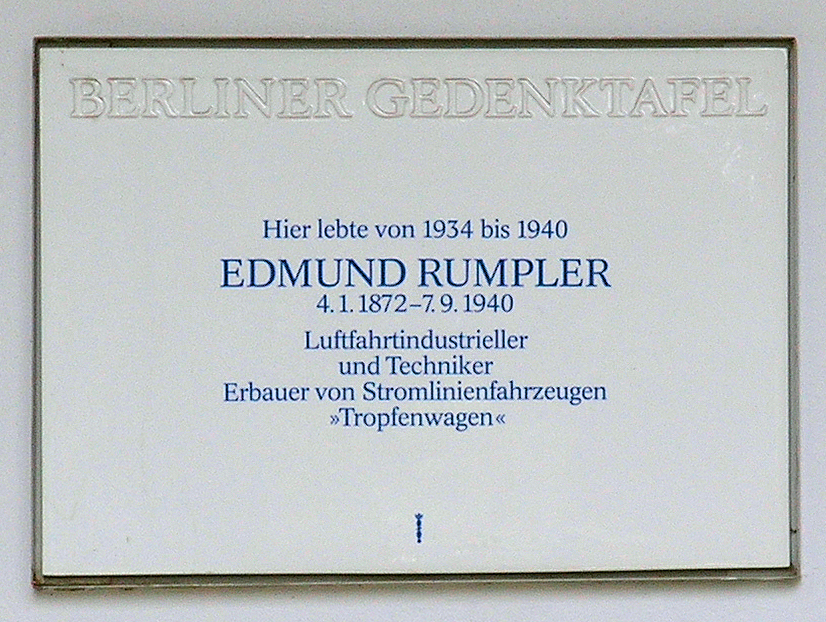
Berliner Gedenktafel, Elias Edmund Rumpler, Dernburgstraße 9, Berlin-Charlottenburg

- In mehreren deutschen Städten gibt es Straßen, die den Namen von Edmund Rumpler tragen. In Augsburg erhielt eine 1972 neu gebaute Straße nahe dem ehemals dort bestehenden Zweigbetrieb (Bayerische Rumpler-Werke AG) den Namen Rumplerstraße.[9] Am Flughafen Frankfurt Main und in Köln gibt es eine Edmund-Rumpler-Straße. In Berlin wurde am 28. August 2000 in Spandau im Ortsteil Kladow eine Straße nach ihm benannt[10] und in Adlershof, in der Nähe zum ehemaligen Flugplatz Johannisthal liegt die Rumplerzeile. Seit dem Jahr 1990 gibt es im Münchner Stadtteil Freimann die Edmund-Rumpler-Straße.[11]
- In Berlin wurde für ihn am 7. September 1990, dem 50. Todestag Rumplers, in Charlottenburg in der Dernburgstraße 9 eine Berliner Gedenktafel enthüllt.[12]

## Werke
- Edmund Rumpler: Die Flugmaschine – Kritische Besprechung ausgeführter Flugmaschinen mit besonderer Berücksichtigung der geschichtlichen Entwicklung. Berliner Verein für Luftschifffahrt, Berlin 1909.
- Edmund Rumpler: Der 1000 PS Flugmotor. Dissertation, Technische Hochschule Berlin, 1920. (Reprint: De Gruyter Oldenbourg, Berlin 2020. ISBN 978-3-486-74587-0)
- Edmund Rumpler: Vorderrad-Antrieb für Lastwagen und Omnibusse. (= Henschel-Hefte. Febr. 1931, Kraftwagensondernummer.) Henschel & Sohn A. G., Kassel 1931.